# Foho Hatulau
Der Foho Hatulau (kurz Hatulau) ist ein Berg im osttimoresischen Suco Atabae (Verwaltungsamt Atabae, Gemeinde Bobonaro). Er befindet sich im Südosten der Aldeia Made Bau und hat eine Höhe von 323 m. Er liegt zwischen den Bergen Foho Kaikaulau im Westen und Foho Hutumanulau im Südosten.